# François Vignier
François Vignier fue un escultor francés del siglo XVII. Formó parte de una familia de arquitectos franceses, originaria del condado de Laval (fr:). 

## Datos biográficos
Fue hijo y nieto de maestros constructores que trabajan en Laval, sin pretensión de tener el título de arquitectos. Su abuelo Corneille Vignier, casado con Roberte Davoyne, su padre, François, casado con Jeanne Petit, llevaron a cabo diversos trabajos juntos, probablemente más lucrativos que la labor artística, para los ciudadanos de Laval. Fue así como en 1643 construyeron en la calle Renaise una casa para Pierre Chariot, presidente electo. En 1670, después de la muerte del abuelo, François padre levantó un edificio de dieciocho pies en la Morinière, en la parroquia de Changé para el abogado de Ambroise Salmon, señor Griffon. El 4 de agosto de 1682, François padre firmó con Michel Lemesle un acuerdo por el cual su hijo François se unió al maestro arquitecto para aprender «el patrimonio y el arte de la arquitectura». El aprendizaje iba a durar cuatro años y ocho meses, el maestro tenía la obligación de mantener, alimentar, vestir, dar asistencia médica y mantener de ropa y sábanas limpias. Durante ese periodo no recibió ningún tipo de compensación económica por sus habilidades profesionales. Sin embargo, el descendiente de los Vignier ya no será maestro albañil, sino maestro arquitecto.
Pronto, el joven Vignier se convirtió en colaborador de Lemesle, trabajando en la construcción y la escultura de los retablos de Beaulieu y Chalons; su trabajo se le pagó a razón de 9 sous al día, cuando su maestro le asignó los derechos para la construcción de estos altares a Lemoine. Tal vez él siguió los pasos con su maestro Lemesle hasta Sacé. No sabemos en qué momento Vignier se convirtió en maestro a su vez, emprendiendo por su cuenta las labores de arquitecto. Su aprendizaje estaba estipulado que concluyese en 1687.
El 14 de septiembre de 1698, pactó con el sacerdote y el pueblo de La Chapelle-Anthenaise la construcción del altar mayor de su iglesia, que debía entregar terminado para el siguiente mes de agosto y recibiendo el pago de 500 libras. Este altar ha desaparecido con la antigua iglesia. Jacques Le Clerc, señor de la Ferriere y escudero, había dejado al Hospital y Capilla de San Julián de Laval (fr:), un importante legado «para el cargo de construir un altar en la capilla de dicho hospital».El arquitecto François Langlois también había dado su apoyo a este trabajo. Tal vez había proporcionado el plan por el que recibió 10 libras anotadas en el libro de registro del tesorero; el altar estuvo terminado en 1700, y François Vignier, que había recibido a cuenta diversas cantidades, da recibo definitivo el 28 de junio de 1700 del tesorero Pierre Duchemin du Tertre (fr:).
El mismo año, entró en tratos para la construcción del altar mayor de la iglesia de Étrelles en la diócesis de Rennes. Este altar ha desaparecido durante la reconstrucción de la iglesia. Así como los Martinet, los Corbineau (fr:), los Langlois(fr:), François Vignier fue llamado a trabajar en Bretaña, y es probable que éste no fuese el único trabajo realizado en esta provincia por el artista de Laval.
En junio del año 1700, se casó con Catherine Devernay,, hija de Jean Devernay, señor de Langellerie, y huérfana de madre, la desaparecida Jeanne Olivier. El 10 de mayo de 1702, ambos cónyuges se hicieron entrega recíproca de los votos «por la buena amistad que se profesan y esperando lo que le plazca a Dios que los deje seguir juntos». En ese momento residían en su casa de Laval, en la parroquia de la Trinidad (fr:) ocupados en la gestión de sus tierras en Bas-Fougeray y Haut-Fougeray, del Boulay, donde tienen una casa de campo, en la parroquia de l'Huisserie.
En 1708, François Vignier levantó en la iglesia de Avenières (fr:) un altar dedicado a la Santísima Virgen.Se perdió durante la restauración de 1859.
En los últimos años de su vida Francois Vignier vivió especialmente en sus tierras de Boulay, en la parroquia de l'Huisserie. Allí murió en 1724. Su viuda, Catherine Devernay, se retiró más tarde a Laval, a la Plaza de la Chiffolière donde hizo su testamento el 18 de febrero de 1741, dejando la mayor parte de sus bienes al hospital de Laval y a su ahijada, y murió el 8 de marzo del mismo año no habiendo tenido hijos.